# József Hampel

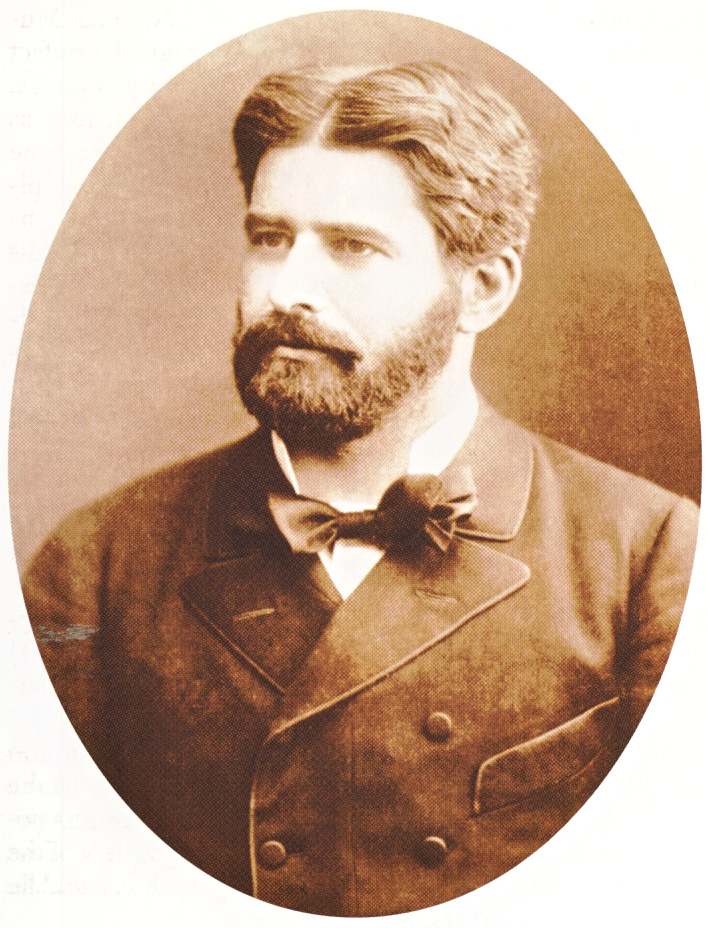
József Hampel.

József Hampel, född den 10 november 1849 i Pest, död där den 25 mars 1913, var en ungersk arkeolog. 
Hampel, som var professor vid Budapests universitet och chef för nationalmuseet där, gjorde sig känd som Ungerns främste förhistoriker och publicerade ett stort antal arbeten, särskilt beträffande Ungerns bronsålder och yngre järnålder samt äldre medeltid, bland annat Antiquités préhistoriques de la Hongrie (1876–1877), Der Goldfund von Nagy-Szent-Miklós, sog. "Schatz des Attila" (1885), A bronz kor emlékei magyar honban (1886–1896), Alterthümer der Bronzezeit in Ungarn (1887), Alterthümer des frühen Mittelalters in Ungarn (3 band, 1905) och Újabb tanulmányok a honfoglalási kor emlékeiről (1907).